# マンダム親子
『マンダム親子』は、1971年から1972年にかけて『週刊少年キング』に連載されていた古谷三敏の漫画作品。

## 内容
金が無尽蔵にある究極の金持ちをテーマとしたギャグマンガ。

## 登場人物
マンダム金田
主人公。複数の会社を経営する世界一のお金持ち。大富豪であるが、お金があり過ぎるのが最大の悩みとなっている。妻とは既に死別。ラーメンが大好物。
金太郎
マンダム金田の息子。小学生。純真な性格。
召使い
中年男性。マンダム一家の執事。マンダム同様札束を「カミクズ」と呼び、お金のある生活に飽き飽きしているが、実妹を使ってマンダム金田の財産を狙うなどしたたかな一面も。それでも一応はマンダム金田に忠誠心を持ち、ルンペンを馬鹿にする。
ルンペン
マンダム金田家に途中から住み込む居候のルンペン。『天才バカボン』に出てくるお巡りさんと同じく、目玉が繋がっている。カン一という名がある。惚れっぽい性格の独身男性。
金持太郎
マンダム金田の隣人。やはり大金持ちで西洋風の城に住む。マンダム金田をライバルとみなして絶えず敵対する。マンダム金田と異なり、金銭に異常なまでの執着を持つ吝嗇家である。娘が二人いる。なぜか全裸に局部だけ子猫が貼り付いている出で立ちが多い。
金持家の召使い
2代目。顔はダメおやじに似ているが、髪型はおかっぱ。月給は僅か一万円。便所で大便をしている時が至福の時。なお、タコ坊に酷似した息子がいる。
ダイコンモグラ
地面から登場する動物キャラ。地面から顔を出す時はモグラ風だが、下半身はダイコンになっている。顔を出して何か言うだけの狂言回し的キャラだが、末期作「ここほれワンワン」では珍しく話に関わった。

## 銭＄ソング
「ぜにドルソング」と読む。この漫画のイメージソング。赤塚不二夫が作詞、鈴木征一が作曲、白木みのるが歌を担当、キャニオンレコード（現：ポニーキャニオン）から発売された。作中で歌詞が披露され、金太郎がこの歌を歌う場面もある。
テイチクレコードからはミュージカルぼーいずの歌唱によるものが発売された。伴奏の編曲はほぼ白木版と同一となっている。
たまたまこの曲のレコードを持っていて幼少時によく聴いていた伊集院光が、自身のラジオ番組「伊集院光 深夜の馬鹿力」・「伊集院光 日曜日の秘密基地」（TBSラジオ）で「おバ歌謡」の一曲として放送したところ、その強烈な歌詞と白木のシャウトからリスナーから反響があった。これがきっかけとなり、この企画のコンピレーションアルバムに収録されることとなった。
なおイメージソングはあるが、この漫画はアニメ化されていない。
イントロは、ジェリー・ウォレスの「男の世界」（マンダムのCMソング）をアレンジしたものとなっている。
現在は、NHK総合テレビで放送されている「金」がテーマの番組『突撃!カネオくん』のテーマ曲として使用されている。
なおB面は同じ古谷の漫画『ダメおやじ』のイメージソング『ダメおやじ』で、アニメ版の主題歌『ダメおやじの歌』とは別の曲であり、作詞・作曲・歌は全て『銭＄ソング』と同じ。

## 備考
- 少年画報社よりヒットコミックスとして単行本が刊行されたが（全3巻）絶版。その後曙出版よりアケボノコミックスとして刊行され、朝日ソノラマからサンコミックスとして刊行されたが（全6巻）いずれも絶版となっている。
- 現在はマンガ図書館Zにて電子書籍版全6巻が無料配信されている。